# Reix
La reix és la vintena lletra de molts abjads (alfabets) semítics, incloent raix 𐤓 en fenici, rēš ܪ en siríac, reix ר en hebreu, rā ر en àrab i reʾs ረ en amhàric.
La reix està present en Unicode com a U+05E8 ר hebrew letter resh.

En fonètica la reix representa el so /r/ o /ɾ/. En hebreu modern a més d'aquests dos sons, també pot representar /ʁ/ o /ʀ/. 

## Origen
El nom d'aquesta lletra (*raʾ(i)š-) vol dir «cap» i segueix conservant aquest significat en moltes llengües semítiques: hebreu ראש, «rōš»; àrab رَأْس, «raʾs»; siríac ܪܝܫܐ, «rēšā»; accadi 𒊕, fenici 𐤓𐤀𐤔, «rʾš», etc.). La lletra fenícia 𐤓 (rʾš, raix) deriva d'un dels jeroglífics egipcis que representa cap.
La lletra fenícia raix 𐤓 va donar lloc a la ro (Ρ) grega, la R llatina i la Р ciríl·lica.
| egipci | protosinaític | fenici |
| ------ | ------------- | ------ |
| 𓁶      |               | 𐤓      |

## Alfabet àrab
En alfabet àrab aquesta lletra es diu راء ['raːʔ] (rā). És la desena lletra de l'alfabet àrab (vintena, amb un valor numèric de 200 en l'ordre abjadí). És una lletra solar. Prové, per via dels alfabets nabateu i arameu, de la lletra fenícia raix.
| fenici | arameu | siríac | nabateu | àrab |
| ------ | ------ | ------ | ------- | ---- |
| 𐤓      | 𐡓      | ܪ      |         | ر    |

Representa el so consonàntic /r/.
| Aïllada | Final | Medial | Inicial |
| ر       | ـر    | ـرـ    | رـ      |

La rā no es lliga a la següent lletra de la paraula. Sí que ho fa amb la precedent, sempre que aquesta no sigui àlif, dāl, ḏāl, una altra rā, zāy o wāw, que mai no es lliguen a la lletra posterior.

### Variants
La zāy, ز, tot i ser-hi molt semblant, té un origen diferent.
L'alfabet urdú usa un símbol com el de la rā amb una ṭā petita a sobre, ڑ, per a representar el so retroflex /ɽ/. Aquest mateix so es representa en l'alfabet paixtu amb un símbol com el de la rā amb un cercle a sota, ړ.

## Alfabet hebreu
En hebreu s'escriu com a ר, nom complet en hebreu és רֵישׁ i transcrit com a Reix.
| Variants | Variants   | Variants |
| Quadrada | Manuscrita | Raixí    |
| -------- | ---------- | -------- |
| ר        | Manuscrita | Raixí    |

La lletra ר o reix és la vintena lletra de l'alfabet hebreu. Pren el valor numèric de dos-cents. Prové, per via de l'alfabet arameu de la lletra fenícia raix.

### Pronunciació
El so principal d'aquesta lletra és /ɾ/, però en hebreu israelià modern la pronunciació molts cops es canvia per /ʁ/ o /ʀ/.

### Simbolisme
Reix representa el cap, no només en hebreu sinó també en nombroses llengües semítiques. Representa també al "rais", designant el cap de files en l'Orient Mitjà. En l'univers hebreu, el cap és la seu de la intel·ligència, la voluntat i la consciència. En aquest mateix sentit, reix simbolitza la ment, l'intel·lecte; la ment, que es manifesta en tot el que existeix. També representa la renovació de les coses per la destrucció i la regeneració. La lletra reix és la projecció de les forces divines, tot l'univers, les estrelles innombrables i tots els planetes, les idees que s'imposen sense deixar-se controlar. Reix també evoca la pobresa i la misèria que incita a superar-se, a començar una altra vegada a partir de zero. Per això també ella representa la força del poder i de la justícia dins el marc de la humilitat.

## Alfabet siríac
| Madnḫaya | Serṭo | Esṭrangela | Unicode |
| -------- | ----- | ---------- | ------- |
|          |       |            | ܪ       |
| Reix     | Reix  | Reix       | Rēš     |

En alfabet siríac, la vintena lletra és ܪ (en siríac clàssic: ܪܝܫ - rēš). El valor numèric de la rēš és 200. Prové, per via de l'alfabet arameu de la lletra fenícia raix.

### Fonètica
Representa el so /r/.

## Alfabet amhàric
En alfabet amhàric aquesta lletra es diu ርእስ (reʾs). És la sisena lletra de l'alfabet amhàric. Reʾs prové, per via de l'alfabet sud-aràbic del jeroglífic egipci D1.
| D1 | Reh | Reʾs |
| -- | --- | ---- |
| 𓁶  | 𐩧   | ረ    |

Reʾs representa el so /r/.

### Ús
L'alfabet amhàric és una abugida on cada símbol correspon a una combinació vocal + consonant, és a dir, hi ha un símbol bàsic al qual s'afegeixen símbols per marcar la vocal. Les modificacions de la ረ (reʾs) són les següents:
| rä [rə] | ru | ri | ra | re | rə [rɨ], ∅ | ro | rʷa |
| ------- | -- | -- | -- | -- | ---------- | -- | --- |
| ረ       | ሩ  | ሪ  | ራ  | ሬ  | ር          | ሮ  | ሯ   |

## Jeroglífic egipci
Quant aquest jeroglífic és un fonograma es pronuncia com a [rȝ] o [r]. En canvi quant és un ideograma, representa boca, sentència, judici, a i cap a (Gardiner D21).

## En altres alfabets
| Arameu     | Siríac  | Samarità | Ugarític | Fenici |
| ---------- | ------- | -------- | -------- | ------ |
| 𐡓          | ܪ       | ࠓ        | 𐎗        | 𐤓      |
| Sud-aràbic | Amhàric | Àrab     | Hebreu   |        |
| 𐩧          | ረ       | ر        | ר        |        |